# Ploska, Peremîșleanî
Ploska (în ucraineană Плоска) este un sat în comuna Dobreanîci din raionul Peremîșleanî, regiunea Liov, Ucraina.

## Demografie
Componența lingvistică a localității Ploska
     Ucraineană (100%)
Conform recensământului din 2001, toată populația localității Ploska era vorbitoare de ucraineană (100%).